# HVBS
Handbalvereniging Bunschoten-Spakenburg (HVBS) is een Nederlandse handbalclub uit Bunschoten-Spakenburg. HVBS is opgericht op 14 mei 1974 en haar eerste damesteam komt sinds het seizoen 2023/2024 uit in de Eerste divisie.

## Geschiedenis

### Oprichting
Op 14 mei 1974 werd de oprichtingsvergadering van HVBS gehouden in restaurant De Mandemaaker in Spakenburg. Bijzonderheid was dat hierbij specifiek akkoord werd gegeven om te starten met wedstrijden op uitsluitend de zaterdag, vanwege het christelijke karakter van HVBS en het dorp Bunschoten-Spakenburg. HVBS is samen met HV Voice uit Nijkerk de enige vereniging die met geen van haar teams op de zondag speelt. De clubkleuren geel en blauw komen voort uit het wapen van Bunschoten.

### Accommodatie
HVBS speelt haar wedstrijden op Sportpark de Vinken. De zaalwedstrijden worden gespeeld in Sporthal de Stormvogel of Sporthal de Kuil.

## Bekende oud speelster
- Angela Malestein (jeugdspeelster)